# Gunung Kebiri Mupok
Gunung Kebiri Mupok är ett berg i Indonesien.   Det ligger i provinsen Aceh, i den västra delen av landet, 1 600 km nordväst om huvudstaden Jakarta. Toppen på Gunung Kebiri Mupok är 1 410 meter över havet.
Terrängen runt Gunung Kebiri Mupok är bergig åt nordost, men åt sydväst är den kuperad. Terrängen runt Gunung Kebiri Mupok sluttar västerut.Runt Gunung Kebiri Mupok är det ganska glesbefolkat, med 28 invånare per kvadratkilometer. I omgivningarna runt Gunung Kebiri Mupok växer i huvudsak städsegrön lövskog.